# Caprifoliaceae
Famille
Classification APG IV (2016)
Synonymes
- Caprifolioideae Eaton[1]
- Diervillaceae Pyck[2]
- Dipsacaceae Juss., nom. cons.[2]
- Linnaeaceae Backlund[2]
- Loniceraceae Dostál[1]
- Loniceraceae Vest[2]
- Morinaceae Raf.[2]
- Valerianaceae Batsch, nom. cons.[2]

Les Caprifoliacées (Caprifoliaceae) sont une famille de plantes dicotylédones de l'ordre des Dipsacales. Ce sont des arbustes, des petits arbres, des lianes et plus rarement des plantes herbacées des zones tempérées à tropicales (montagnes).

## Étymologie
Le nom vient du genre type « historique » Caprifolium, composé du latin capra, chèvre, et folium, feuille, qui, d'après Théis est un « Nom métaphorique ; c'est-à-dire, signifiant (feuille) qui grimpe comme une chèvre ». Cette interprétation est confirmée par son nom commun français « chèvre-feuille », lequel est, mot à mot, une traduction littérale du mot latin.
Ce nom de genre fut utilisé à la fin des années 1600 par Tournefort,, et a été remplacé en 1703 par Charles Plumier en Lonicera, qu'il nomma en hommage à Adam Lonitzer (1528-1586), botaniste et médecin allemand,. Linné a gardé ce nom de genre tout en mentionnant, comme épithète spécifique pour l’espèce type du genre, le nom générique originel Lonicera caprifolium,.
En 1888 Legrand, déplorant le remplacement par Linné des noms de genre donnés par Tournefort nous dit « Si Linné est le créateur de la combinaison binaire, n'oublions pas que Tournefort est le créateur du genre » et il cite notamment, en le regrettant, le remplacement de Caprifolium par Lonicera.

## Classification
En classification classique de Cronquist (1981), elle comprend environ 420 espèces réparties en 15 à 37 genres, dans l'ordre des Dipsacales.
La classification phylogénétique APG (1998) a fait éclater cette famille, toujours dans les Dipsacales :
- Les genres Sambucus (sureaux) et Viburnum (viornes) font partie des Adoxacées
- Les genres Carlemannia et Silvianthus forment une nouvelle famille, les Carlemanniacées.
- Abelia, Dipelta, Kolkwitzia et Linnaea constituent la famille des Linnaéacées
- Diervilla et Weigela forment celle des Diervillacées.

Il ne reste donc plus dans cette famille que 220 espèces réparties dans les cinq genres suivants : Heptacodium, Leycesteria, Lonicera, Symphoricarpos, Triosteum.
La classification phylogénétique APG II (2003) offre deux options :
- stricto sensu, avec les 220 espèces réparties en cinq genres ;
- lato sensu, en incluant toutes les plantes autrefois assignées aux familles Diervillacées, Dipsacacées, Linnaéacées et Valérianacées, et les Morinacées.

La classification phylogénétique APG III (2009) et la classification phylogénétique APG IV (2016) incluent dans cette famille les genres précédemment placés dans les familles Diervillaceae, Dipsacaceae, Linnaeaceae, Valerianaceae. Les Morinacées sont de nouveau assignés à cette famille.

## Liste des sous-familles
Selon GRIN (31 mars 2021) :
- Caprifolioideae
- Diervilloideae
- Dipsacoideae
- Linnaeoideae
- Morinoideae
- Valerianoideae

## Liste des genres
Selon GRIN (31 mars 2021) (Attention liste brute contenant possiblement des synonymes) :
- Abelia
- Centranthus
- Cephalaria
- Diabelia
- Diervilla
- Dipelta
- Dipsacus
- Fedia
- Heptacodium
- Knautia
- Leycesteria
- Linnaea
- Lomelosia
- Lonicera
- Morina (en)
- Nardostachys
- Patrinia
- Plectritis
- Pterocephalodes
- Pterocephalus
- Scabiosa
- Sixalix
- Succisa
- Succisella
- Symphoricarpos
- Triosteum
- Valeriana
- Valerianella
- Weigela
- Zabelia

Selon Tropicos (31 mars 2021) (Attention liste brute contenant possiblement des synonymes) :
- Abelia R. Br.
- Acaenops Schrad. ex Steud.
- Acanthocalyx (DC.) Tiegh.
- Acura Hill
- Aleuosmia A. Cunn.
- Aligera Suksd.
- Alsenosmia Endl.
- Amblyorhinum Turcz.
- Amplophus Raf.
- Anisanthus Willdenow ex J. A. Schultes in J. J. Roemer & J. A. Schultes
- Anisodens Dulac
- Aretiastrum Spach
- Asterocephalus Zinn
- Astrephia Dufr.
- Bassecoia B.L. Burtt
- Belonanthus Graebn.
- Betckea DC.
- Callistemma (Mert. & W.D.J. Koch) Boiss.
- Calysphyrum Bunge
- Caprifolium Mill.
- Cavaleriella H. Lév.
- Centranthus DC.
- Cephalaria Schrad.
- Chamaecerasus Duhamel
- Chamerasia Raf.
- Clarkeifedia Kuntze
- Coddingtonia S. Bowdich
- Columbaria J. Presl & C. Presl
- Cryptothladia (Bunge) M.J. Cannon
- Cyrtostemma (Mert. & W.D.J. Koch) Spach
- Diabelia Landrein
- Diervilla Mill.
- Diototheca Raf.
- Dipelta Maxim.
- Dipsacella Opiz
- Dipsacus L.
- Distegia Raf.
- Dufresnia DC.
- Ebulum Garcke
- Euchylia Dulac
- Euptilia Raf.
- Fedia Gaertn.
- Fuisa Raf.
- Galedragon Gray
- Gonokeros Raf.
- Heptacodium Rehder
- Hoeckia Engl. & Graebn.
- Iraupalos Raf.
- Isica Moench
- Isika Adans.
- Itia Molina
- Kantemon Raf.
- Karpaton Raf.
- Kentranthus Raf.
- Knautia L.
- Kolkwitzia Graebn.
- Lentago Raf.
- Leucopsora Raf.
- Leycesteria Wall.
- Leycestria Endl.
- Linnaea L.
- Linnea Cothen.
- Linneusia Raf.
- Locusta Delarbre
- Lomelosia Raf.
- Lonicera L.
- Lychniscabiosa Fabr.
- Macrodiervilla Nakai
- Margaris DC.
- Masema Dulac
- Metalonicera M. Wang & A.G. Gu
- Microtinus Oerst.
- Mitrophora Neck. ex Raf.
- Monastes Raf.
- Morina (en)  L.
- Mouffetia Raf.
- Muffeta Neck. ex Raf.
- Nardostachys DC.
- Ocymastrum Kuntze
- Odontocarpa Neck. ex Raf.
- Oncolon Raf.
- Oncosina Raf.
- Patrinia Juss.
- Pentapyxis Hook. f.
- Pentena Raf.
- Periclyma Raf.
- Periclymenum Mill.
- Phalacrocarpus Tiegh.
- Phenianthus Raf.
- Phu Ludw.
- Phuodendron (Graebn.) Dalla Torre & Harms
- Phyllactis Pers.
- Plectritis (Lindl.) DC.
- Plesiopsora Raf.
- Porteria Hook.
- Pseudobetckea (Höck) Lincz.
- Pseudoscabiosa Devesa
- Pterocephalidium G. López
- Pterocephalodes V. Mayer & Ehrend.
- Pterocephalus Vaill. ex Adans.
- Pterothamnus V. Mayer & Ehrend.
- Pycnocomon Hoffmanns. ex Link
- Saliunca Raf.
- Scabiosa L.
- Scabiosella Tiegh.
- Scabiosiopsis Rech. f.
- Simenia Szabó
- Siphonella (Krok) Small
- Sixalix Raf.
- Solenolantana Nakai
- Solenotinus (DC.) Spach
- Spongostemma (Rchb.) Rchb.
- Stangea Graebn.
- Succisa Haller
- Succisella Beck
- Symphoricarpos Ludw.
- Symphoria Raf.
- Symphoricarpos Duhamel
- Tereiphas Raf.
- Thlasidia Raf.
- Thyrsosma Raf.
- Tinus Mill.
- Traupalos Raf.
- Tremastelma Raf.
- Trichera Schrad. ex Schult. & Schult. f.
- Tricheranthes Schur
- Triosteon Adans.
- Triosteospermum Mill.
- Triosteum L.
- Tripetelus Lindl.
- Triplostegia Wall. ex DC.
- Trochocephalus Opiz
- Tynus J. Presl
- Valentiana Raf.
- Valeriana L.
- Valerianella Mill.
- Valerianopsis C. A. Mueller in C. Martius
- Vesalea M. Martens & Galeotti
- Virga Hill
- Wagneria Lem.
- Weigela Thunb.
- Weigelastrum Nakai
- Xetola Raf.
- Xylosteon Mill.
- Zabelia (Rehder) Makino
- Zygostemma Tiegh.
- ×Succisoknautia Baksay